# Grupo Campari
Grupo Campari SpA, negociado como Gruppo Campari, é uma empresa italiana que opera desde 1860 na indústria de bebidas de marca. Ela produz espirituosas, vinhos e refrigerantes. A partir de seu principal produto, Campari Bitter, sua carteira tem estendido para incluir mais de 50 marcas, incluindo Aperol, Appleton, Campari, Dreher, Cinzano, SKYY Vodka e Wild Turkey.

## Marcas principais
- American Honey Liqueur
- Aperol
- Appleton
- Amaro Averna
- Amaro Braulio
- Biancosarti
- Cabo Wabo
- Campari
- CampariSoda
- Cinzano
- Crodino
- Coruba
- Cynar
- Dreher
- Espolón
- Forty Creek
- Glen Grant
- Grappa Frattina
- Irish Mist
- Jean-Marc XO Vodka
- Mondoro
- Ouzo "12"
- Riccadonna
- Rum des Antilles
- Sagatiba
- SKYY vodka
- Wild Turkey
- X-Rated Fusion Liqueur
- Zedda Piras